# Quyền LGBT ở Iran
Quyền đồng tính nữ, đồng tính nam, song tính và chuyển giới (tiếng Ba Tư: همجنس باز، همجنس باز، دوجنس گرا و فرانسوی) ở Iran phải đối mặt với những thách thức pháp lý mà những người không phải là LGBT không gặp phải. Trong khi mọi người có thể thay đổi hợp pháp giới tính được giao, hoạt động tình dục giữa các thành viên cùng giới là bất hợp pháp.
Quyền LGBT ở Iran đã mâu thuẫn với bộ luật hình sự kể từ những năm 1930. Trong hậu cách mạng Iran, bất kỳ loại hoạt động tình dục nào ngoài hôn nhân dị tính đều bị cấm. Các hoạt động tình dục đồng giới bị phạt tù, trừng phạt thân thể hoặc thi hành án. Những người đồng tính nam đã phải đối mặt với các hành động thực thi nghiêm ngặt hơn theo luật hơn là đồng tính nữ.
Nhận dạng người chuyển giới được công nhận thông qua chuyển đổi giới tính. Chuyển đổi giới tính được nhà nước hỗ trợ một phần về tài chính. Một số cá nhân đồng tính ở Iran đã bị áp lực phải trải qua chuyển đổi giới tính để tránh bị đàn áp pháp lý và xã hội. Iran thực hiện nhiều ca phẫu thuật chuyển đổi giới tính hơn bất kỳ quốc gia nào trên thế giới sau Thái Lan.

## Áp dụng pháp luật
Theo quyết định của tòa án Iran, tiền phạt, án tù và hình phạt về thể xác thường được thực hiện thay vì án tử hình, trừ khi tội phạm là một vụ hiếp dâm.
Các tội danh của hoạt động tình dục đồng giới trong một số trường hợp đã được sử dụng trong các tội phạm chính trị. Các cáo buộc khác đã được kết hợp với tội phạm sodomy, chẳng hạn như hãm hiếp hoặc hành động chống lại nhà nước, và kết án có được trong các thử nghiệm thiếu sót nghiêm trọng. Vào ngày 14 tháng 3 năm 1994, nhà văn bất đồng chính kiến nổi tiếng Ali Akbar Saidi Sir camera đã bị buộc tội với các hành vi phạm tội từ buôn bán ma túy đến gián điệp đến hoạt động tình dục đồng giới. Anh ta chết trong tù trong hoàn cảnh tranh chấp.

### Hình phạt tử hình

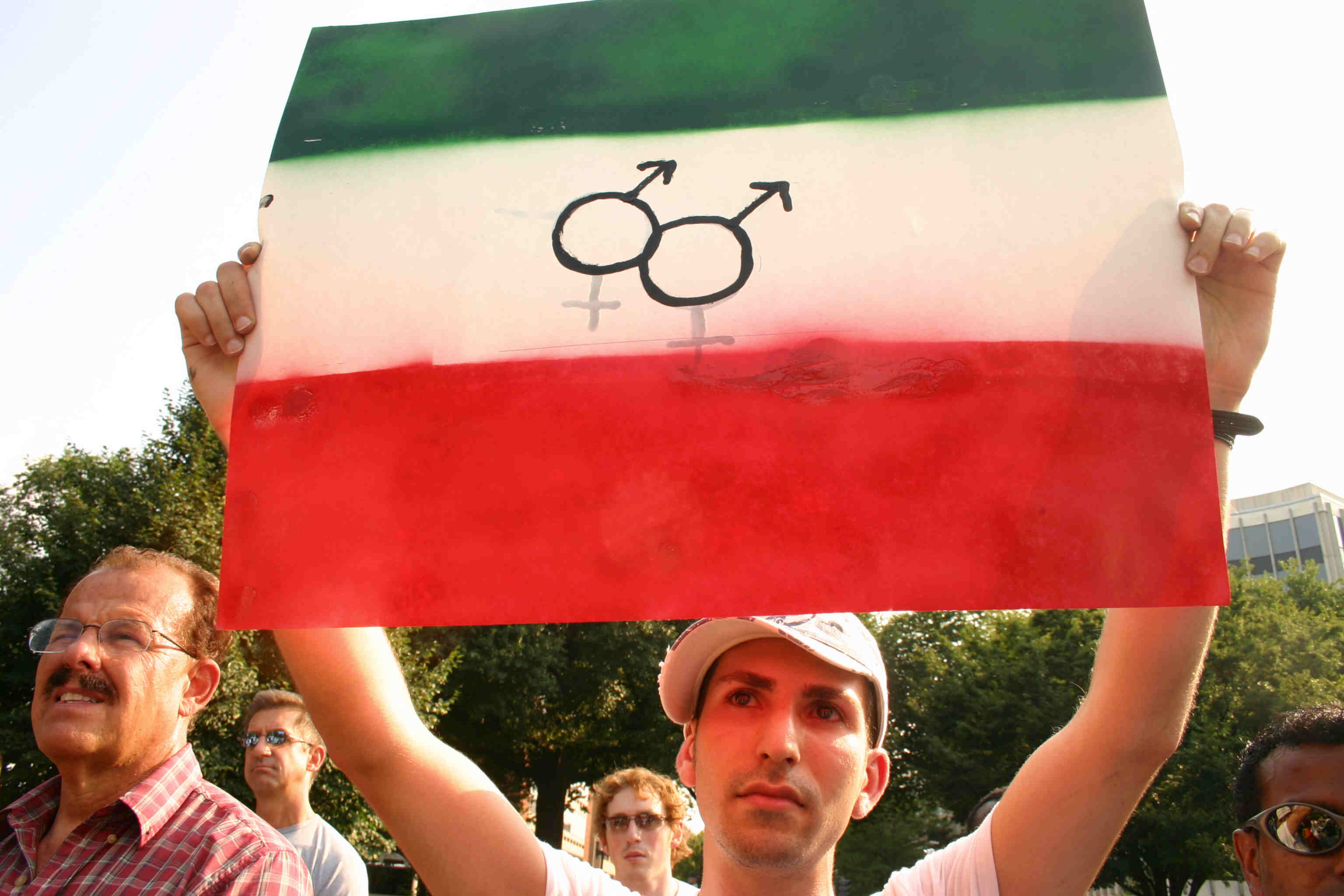
Một người phản đối việc giết người đồng tính ở Iran. Washington DC. Ngày 19 tháng 7 năm 2006.

Một số nhà hoạt động nhân quyền và những người phản đối chính phủ ở Iran tuyên bố khoảng 4.000 đến 6.000 người đồng tính nam và đồng tính nữ đã bị xử tử ở Iran vì những tội ác liên quan đến xu hướng tình dục của họ kể từ năm 1979. Theo Quỹ Boroumand, có hồ sơ của ít nhất 107 vụ hành quyết với các cáo buộc liên quan đến đồng tính luyến ái từ năm 1979 đến 1990. Theo Tổ chức Ân xá Quốc tế, ít nhất 5 người bị kết án vì "khuynh hướng đồng tính luyến ái", ba người đàn ông và hai phụ nữ, đã bị xử tử vào tháng 1 năm 1990, do chính sách của chính phủ kêu gọi xử tử những người "thực hành đồng tính luyến ái".
Trong một cuộc họp tháng 11 năm 2007 với người đồng cấp Anh, thành viên quốc hội Iran Mohsen Yahyavi thừa nhận rằng chính phủ ở Iran tin vào án tử hình vì đồng tính luyến ái. Theo Yahyavi, những người đồng tính đáng bị tra tấn, hành quyết hoặc cả hai.

#### Hiếp dâm
Hiếp dâm (tajāvoz, zenā be onf) bị trừng phạt bằng cái chết bằng cách treo cổ. Mười đến mười lăm phần trăm các vụ hành quyết ở Iran là vì tội hiếp dâm. Nạn nhân hiếp dâm có thể giải quyết vụ án bằng cách chấp nhận bồi thường (jirat) để đổi lấy việc rút các khoản phí hoặc tha thứ cho kẻ hiếp dâm. Điều này tương tự như diyya, nhưng bằng của hồi môn của phụ nữ. Một người phụ nữ cũng có thể nhận được diyya cho chấn thương duy trì. Thông thường, kẻ hiếp dâm vẫn phải đối mặt với các hình phạt tazir, chẳng hạn như 100 roi và thời gian ngồi tù vì các hành vi vô đạo đức, và thường phải đối mặt với các hình phạt khác cho các tội ác khác cùng với hãm hiếp, như bắt cóc, tấn công và phá vỡ trật tự công cộng.
Vào ngày 19 tháng 7 năm 2005, hai thanh thiếu niên từ tỉnh Khorasan đã bị tòa án kết án hãm hiếp một cậu bé 13 tuổi bị treo cổ công khai. Vụ việc thu hút sự chú ý của truyền thông quốc tế và nhóm LGBT của Anh OutRage! Cáo buộc rằng thanh thiếu niên bị xử tử vì hành vi đồng tính luyến ái và không hiếp dâm. Các phương tiện truyền thông đã tranh cãi về việc liệu hai vụ hành quyết của hai thiếu niên, hay của ba người đàn ông khác bị xử tử năm 2011 tại tỉnh Khuzestan, là hình phạt cho các tội ác khác hay được thực hiện cụ thể vì hoạt động tình dục đồng giới của họ. Tổ chức Theo dõi Nhân quyền, trong khi lên án các vụ hành quyết của người chưa thành niên, tuyên bố "không có bằng chứng nào cho thấy đây là hành động đồng thuận", và quan sát thấy rằng "phần lớn các bằng chứng cho thấy thanh niên đã bị xét xử về cáo buộc cưỡng hiếp 13 năm -old, với đề nghị rằng họ đã bị xét xử vì hành vi đồng tính luyến ái dường như hoàn toàn dựa trên sự dịch sai và báo cáo tin tức bị nguyền rủa bởi báo chí phương Tây ". Nó cũng tuyên bố rằng nó "bị tổn thương sâu sắc bởi sự thờ ơ rõ ràng của nhiều người đối với vụ cưỡng hiếp một đứa trẻ 13 tuổi".
Một vụ xử tử gây tranh cãi khác là vụ Makwan Moloudzadeh vào ngày 6 tháng 12 năm 2007. Ông ta bị kết án lavāt be onf (sodomy hiếp dâm) và bị xử tử vì hãm hiếp ba cậu bé tuổi teen khi anh 13 tuổi, mặc dù tất cả các nhân chứng đã rút lại lời buộc tội của họ và Moloudzadeh đã rút lại một lời thú tội. Khi 13 tuổi, anh ta không đủ điều kiện cho án tử hình theo luật pháp ở Iran. Bất chấp sự phản đối của quốc tế và vô hiệu hóa bản án tử hình của Chánh án Ayatollah Seyed Mahmoud Hashemi Shahrud, Moloudzadeh đã bị treo cổ mà không có gia đình hoặc luật sư của mình được thông báo cho đến khi sự thật. Vụ hành quyết đã gây ra sự phản đối quốc tế vì nó vi phạm hai điều ước quốc tế được ký kết bởi chính phủ ở Iran, đó là hình phạt tử hình đối với các tội ác của trẻ vị thành niên, Công ước quốc tế về quyền dân sự và chính trị và Công ước về quyền trẻ em.

#### Sodomy
Ít người tham gia đồng ý của sodomy (lavāt) bị kết án tử hình, nhưng trước năm 2012, cả hai đối tác có thể nhận án tử hình. Vào ngày 15 tháng 3 năm 2005, tờ nhật báo  Etemad  đã báo cáo rằng Tòa án Hình sự Tehran đã kết án tử hình hai người đàn ông sau khi phát hiện ra một video cho thấy họ có hành vi tình dục. Hai người đàn ông khác đã bị cáo buộc treo cổ công khai tại thị trấn phía bắc Gorgan để cắt xén vào tháng 11 năm 2005. Vào tháng 7 năm 2006, hai thanh niên ở miền đông bắc Iran đã bị treo cổ vì "tội ác tình dục", có lẽ là hành vi đồng tính luyến ái đồng thuận. Vào ngày 16 tháng 11 năm 2006, hãng thông tấn nhà nước đã báo cáo vụ xử tử công khai một người đàn ông bị kết án về tội cắt xén ở thành phố phía tây Kermanshah.

### Bắt giữ
Vào ngày 23 tháng 1 năm 2008, Hamzeh Chavi, 18 tuổi và Loghman Hamzehpour, 19 tuổi, đã bị bắt tại Sardasht, Tây Azerbaijan vì hoạt động đồng tính luyến ái. Một bản kiến nghị trực tuyến về việc phát hành của họ bắt đầu lưu hành trên internet. Họ dường như đã thú nhận với chính quyền rằng họ đang trong một mối quan hệ và trong tình yêu, khiến một tòa án buộc tội họ mohārebe ("tiến hành chiến tranh chống lại Chúa") và lavāt (sodomy).
Có hai cuộc đàn áp được báo cáo tại Isfahan, thành phố lớn thứ ba của Iran. Vào ngày 10 tháng 5 năm 2007, cảnh sát Isfahan đã bắt giữ 87 người trong bữa tiệc sinh nhật, trong đó có 80 người đồng tính nam bị nghi ngờ, đánh đập và giam giữ họ vào cuối tuần. Tất cả trừ 17 người đàn ông đã được thả ra. Những người bị giam giữ được cho là đã mặc quần áo của phụ nữ. Hình ảnh về những người đàn ông bị đánh đập được phát hành bởi Toronto dựa trên Đường sắt Iran cho người tị nạn Queer. Theo Human Rights Watch, vào tháng 2 năm 2008, cảnh sát ở Isfahan đã đột kích một bữa tiệc tại nhà riêng và bắt giữ 30 người đàn ông, những người bị giam giữ vô thời hạn mà không có luật sư vì nghi ngờ hoạt động đồng tính luyến ái.
Vào tháng 4 năm 2017, 30 người đàn ông đã bị bắt trong một cuộc đột kích ở tỉnh Isfahan, "bị buộc tội phẫu thuật, uống rượu và sử dụng thuốc ảo giác".

### Bản dạng giới
Trong Hồi giáo, thuật ngữ mukhannathun ("những người ẻo lả") được sử dụng để mô tả những người biến đổi giới tính, thường là người chuyển giới đang chuyển từ nam sang nữ. Cả thuật ngữ này cũng không tương đương với "hoạn quan" xảy ra trong Kinh Qur'an, nhưng thuật ngữ này xuất hiện trong Hadith, những câu nói của Muhammad, có một trạng thái phụ cho văn bản trung tâm. Hơn nữa, trong Hồi giáo, có một truyền thống về việc xây dựng và hoàn thiện các học thuyết tôn giáo mở rộng thông qua học bổng.
Trong khi Iran đã cấm các hoạt động đồng tính luyến ái, các nhà tư tưởng Iran Shia như Ayatollah Ruhollah Khomeini đã cho phép người chuyển giới chuyển giới tính để họ có thể quan hệ tình dục khác giới. Vị trí này đã được xác nhận bởi Lãnh đạo tối cao của Iran, Ayatollah Ali Khamenei, và cũng được hỗ trợ bởi nhiều giáo sĩ Iran khác. Tiểu bang sẽ trả một phần chi phí cho hoạt động xác định lại giới tính.
Từ giữa những năm 1980, chính phủ Iran đã hợp pháp hóa việc thực hành phẫu thuật xác định lại giới tính (theo phê duyệt y tế) và sửa đổi các tài liệu pháp lý thích hợp để phản ánh giới tính được chỉ định lại. Năm 1983, Khomeini đã thông qua fatwa cho phép các hoạt động xác định lại giới tính như một phương pháp chữa trị cho "những người chuyển giới được chẩn đoán", cho phép cơ sở thực hành này trở thành hợp pháp. Sắc lệnh tôn giáo này lần đầu tiên được ban hành cho Maryam Khatoon Molkara, người đã trở thành lãnh đạo của một tổ chức chuyển đổi giới tính ở Iran. Hojatoleslam Kariminia, một giáo sĩ Hồi giáo trung cấp ở Iran, là một người ủng hộ quyền chuyển đổi giới tính khác, đã kêu gọi công khai tôn trọng quyền của người chuyển giới Iran. Tuy nhiên, chuyển đổi giới tính vẫn là một chủ đề cấm kỵ trong xã hội Iran và không có luật nào tồn tại để bảo vệ người chuyển giới sau phẫu thuật khỏi sự phân biệt đối xử.
Một số cá nhân đồng tính ở Iran đã bị áp lực phải trải qua phẫu thuật xác định lại giới tính để tránh bị đàn áp pháp lý và xã hội. Tanaz Eshaghian's 2008 documentary Be Like Others highlighted this. Bộ phim tài liệu tìm hiểu các vấn đề về bản sắc giới tính và tình dục trong khi theo dõi câu chuyện cá nhân của một số bệnh nhân tại một phòng khám xác định lại giới tính ở Tehran. Bộ phim được giới thiệu tại Liên hoan phim Sundance và Liên hoan phim quốc tế Berlin, giành được ba giải thưởng. Cuốn tiểu thuyết  Nếu bạn có thể là của tôi của Sarah Farizan khám phá mối quan hệ giữa hai cô gái trẻ, Sahar và Nisrin, sống ở Iran thông qua bản sắc giới tính và khả năng tiến hành phẫu thuật xác định lại giới tính. Để hai người có mối quan hệ mở, Sahar xem xét phẫu thuật để hoạt động trong giới hạn của luật pháp cho phép mối quan hệ sau khi chuyển đổi do mối quan hệ giữa nam và nữ.

## Bảng tóm tắt
| Quyền | Có/Không | Ghi chú |
| --- | -------- | --- |
| Hoạt động tình dục đồng giới hợp pháp                                                                                       | No       | Phạt tù, trừng phạt thân thể, xử tử. |
| Độ tuổi đồng ý | No       | |
| Luật chống phân biệt đối xử chỉ trong việc làm                                                                              | No       | |
| Luật chống phân biệt đối xử trong việc cung cấp hàng hóa và dịch vụ                                                         | No       | |
| Luật chống phân biệt đối xử trong tất cả các lĩnh vực khác (bao gồm phân biệt đối xử gián tiếp, ngôn từ kích động thù địch) | No       | |
| Hôn nhân đồng giới | No       | |
| Công nhận các cặp đồng giới                                                                                                 | No       | |
| Con nuôi của các cặp vợ chồng đồng giới                                                                                     | No       | |
| Con nuôi chung của các cặp đồng giới                                                                                        | No       | |
| Người đồng tính nam và đồng tính nữ được phép phục vụ công khai trong quân đội                                              | No       | Dựa trên Điều 33 của các quy định miễn trừ y tế của quân đội, "sự lệch lạc về đạo đức và tình dục, chẳng hạn như chuyển đổi giới tính" được coi là căn cứ để miễn trừ y tế khỏi nghĩa vụ quân sự, bắt buộc đối với các cá nhân nam đủ điều kiện trên 18 tuổi. Theo Tổ chức Theo dõi Nhân quyền, để "chứng minh" xu hướng tính dục hoặc bản dạng giới của mình, những người đàn ông tìm kiếm sự miễn trừ quân sự trên cơ sở đó sẽ phải trải qua các cuộc kiểm tra về thể chất và tâm lý "vô cùng", có thể tốn kém, và họ cũng có thể gặp phải các rào cản hành chính, chẳng hạn như "một vài bác sĩ" để thực hiện các xét nghiệm như vậy và các bác sĩ từ chối thực hiện chúng mà không có sự đồng hành của cha mẹ. |
| Quyền thay đổi giới tính hợp pháp                                                                                           | Yes      | Áp dụng thông qua chuyển đổi giới tính. |
| Truy cập IVF cho đồng tính nữ                                                                                               | No       | |
| Mang thai hộ thương mại cho các cặp đồng tính nam                                                                           | No       | |
| NQHN được phép hiến máu | No       | |